# Le Boucher, la Star et l'Orpheline
Pour plus de détails, voir Fiche technique et Distribution.
Le Boucher, la Star et l'Orpheline est un film français de Jérôme Savary sorti en 1975.

## Synopsis
Un boucher rêve de devenir un réalisateur célèbre. Il engage des vedettes qu'il se met à tuer.

## Fiche technique
- Titre : Le Boucher, la Star et l'Orpheline
- Second titre : Eulalie quitte les champs
- Réalisation : Jérôme Savary
- Scénario : Jérôme Savary, Jean Bach (en) et Roland Topor
- Photographie : Ghislain Cloquet et William Lubtchansky
- Musique : Jacques Coutureau
- Production : Tony Blum
- Genre : comédie
- Pays :  France
- Durée : 85 min
- Date de sortie : 19 février 1975

## Distribution
- Xavier Bonastre : Le brigadier Raboudif
- Copi : Le marié
- Gérard Croce : Henri, le boucher
- Lucas De Chabanieux : lui-même
- Michel Dussarat
- Jean Eskenazi : Le producteur Flash-back
- Jimmy Karoubi
- Valérie Kling
- Sylvie Kuhn
- Christopher Lee : Van Krig / lui-même
- Jean-Pierre Lombard : Fanfrolini
- Armand Meffre : Fernand
- Elisabeth Mortensen : L'orpheline
- Jean-Paul Muel : Le poète Lamuse
- Patricia Novarini
- Micheline Presle : La star Belladonna
- Jacqueline Sandra : La cantatrice
- Jérôme Savary
- Delphine Seyrig
- Michel Simon : L'érotologue
- Innocentia Sorsy
- Sarah Sterling : La cantatrice
- Roland Topor : L'inspecteur Labelote